# Логрешть-Моштень
Логрешть-Моштень, Логрешті-Моштені (рум. Logrești-Moșteni) — село у повіті Горж в Румунії. Входить до складу комуни Логрешть.
Село розташоване на відстані 196 км на захід від Бухареста, 36 км на південний схід від Тиргу-Жіу, 65 км на північ від Крайови.

## Населення
За даними перепису населення 2002 року у селі проживали 158 осіб, усі — румуни. Усі жителі села рідною мовою назвали румунську.